# Amanhã (tempo)
Amanhã é uma construção temporal do futuro relativo; literalmente, refere-se ao dia após o dia atual (hoje), ou figurativamente a períodos ou tempos futuros. Amanhã é geralmente considerado como algo logo além do presente e em contraste com o ontem. Ele é importante na percepção do tempo porque representa a primeira direção que a flecha do tempo toma para os seres humanos na Terra.

## Filosofia
O uso de termos como amanhã, agora e futuro faz parte de uma visão chamada série-A, que é associada à filosofia do presentismo no estudo do tempo.

## Aprendizagem e linguagem
Para uma criança pequena, "amanhã" é "um tempo indefinido e infinito da ideia de que o tempo é apenas uma definição arbitrária e ainda não identificada daquilo que gostamos de chamar de tempo, embora a criança aprenda gradualmente o significado de amanhã." O conceito de "amanhã" raramente é compreendido por crianças de 3 anos, mas crianças de 4 anos já entendem essa ideia.